# Fernbusbahnhof Frankfurt am Main
Der Fernbusbahnhof Frankfurt am Main (kurz: Frankfurt am Main ZOB) ist ein unmittelbar südlich des Frankfurter Hauptbahnhofs befindlicher Busbahnhof. Seit dem 9. April 2019 bündelt er die zuvor am Straßenrand verteilten Fernbushaltestellen an 14 einfachen Bussteigen für den Fahrgastwechsel. Betreiberin des Busbahnhofs ist die unter dem Markennamen Flixbus auftretende Flixmobility GmbH mit Sitz in München.

## Geschichte
Mit der Öffnung des innerdeutschen Fernbusmarktes im Jahr 2013 wurden den Fernbussen in Frankfurt neue Plätze zugewiesen – neben der schon länger bestehenden Haltestelle für internationale Linien unmittelbar am Hauptbahnhof weitere Plätze südlich angrenzend rund um den Großparkplatz Hauptbahnhof Süd an der Mannheimer Straße, der Stuttgarter Straße sowie an der Pforzheimer Straße. Da sich die Bushaltestellen am Straßenrand befanden, teilweise unmittelbar neben Straßenbahngleisen, war dies keine dauerhafte und befriedigende Lösung. Es fehlten überdachter Warteraum, Toiletten und anderes. Ein erhöhter Verkehrsfluss mit regelmäßigem Stauaufkommen des Individualverkehrs und des öffentlichen Personennahverkehrs war spürbar. Daher beschloss die Stadt Frankfurt am Main den Bau eines Fernbusbahnhofs auf einem Teilbereich des Großparkplatzes zwischen Mannheimer Straße, Stuttgarter Straße, Pforzheimer Straße und Karlsruher Straße.
Da von Anfang an beabsichtigt war, die Zahl der auf dem Areal zur Verfügung stehenden Pkw-Parkplätze zu erhalten, wurde zunächst ein vorübergehendes Parkhaus errichtet. Es ersetzt die Parkplätze unter freiem Himmel, die durch die Bebauung des Areals entfallen sind. Das Parkhaus wurde im März 2016 eröffnet, so dass anschließend der Bau des eigentlichen Busbahnhofs beginnen konnte. Im Untergeschoss dieses Parkhauses befinden sich eine Fahrradabstellanlage sowie eine Fahrradwerkstatt. Langfristig ist geplant, am Standort des provisorischen Parkhauses ein 100-Meter-Hochhaus samt Tiefgarage zu errichten.
Im Jahr 2016 wurden die ersten drei Bussteige des Fernbusbahnhofs in Betrieb genommen, im Februar 2017 wurde zudem ein Container mit Kundenbüro und Fahrscheinverkauf durch Flixbus auf dem Gelände errichtet. Um einen besseren Witterungsschutz für wartende Fahrgäste zu ermöglichen, wurden im September 2017 zwei Wetterschutzhäuser auf dem Gelände des Fernbusbahnhofs installiert.
Die vollständige Eröffnung des Fernbusbahnhofs – ursprünglich für das Jahresende 2015 vorgesehen – wurde für Anfang 2019 erwartet; im Erdgeschoss des benachbarten, neuen InterCityHotels, das zum 1. Dezember 2018 eröffnet wurde, sollen der Fahrscheinverkauf, die Wartebereiche sowie die sanitären Anlagen und Serviceeinrichtungen Platz finden. Am 9. April 2019 wurden die 14 einfachen Bussteige ohne Überdachung, ohne Toiletten, ohne Warteräume und mit Fahrkartenschaltercontainer in Betrieb genommen. Im September 2023 wurde die Überdachung des Fernbusbahnhofs fertiggestellt. Die CA Immo beauftragte das Frankfurter Architekturbüro schneider+schumacher mit dem Neubau. 

## Lage

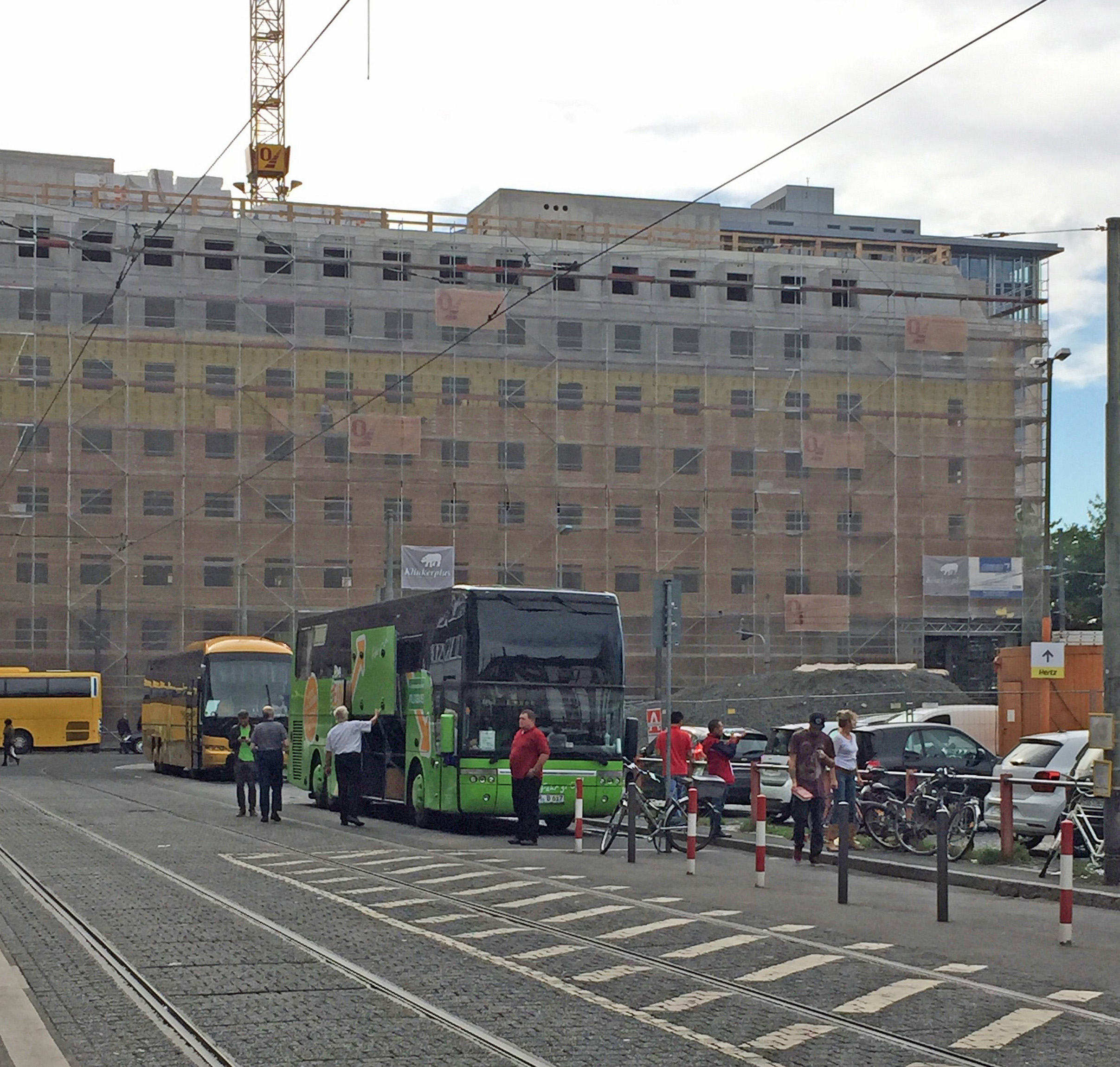
Der Fernbusbahof ist unter anderem an das Straßenbahn-Netz der VGF angeschlossen

Wegen der unmittelbaren Nähe des Hauptbahnhofs besteht Anbindung an den Eisenbahnfernverkehr und Eisenbahnnahverkehr, an alle Linien der S-Bahn Rhein-Main, an die U-Bahn-Linien U4 und U5, die Straßenbahnlinien 11, 12, 16, 17 und 21 sowie an den Stadt- und Regionalbusverkehr (siehe auch Nahverkehr in Frankfurt am Main).
Neben dem Fernbusbahnhof Frankfurt am Main befindet sich ein weiterer Busbahnhof des Fernverkehrs in der Nähe des Terminal 1 des Frankfurter Flughafens.

## Barrierefreiheit

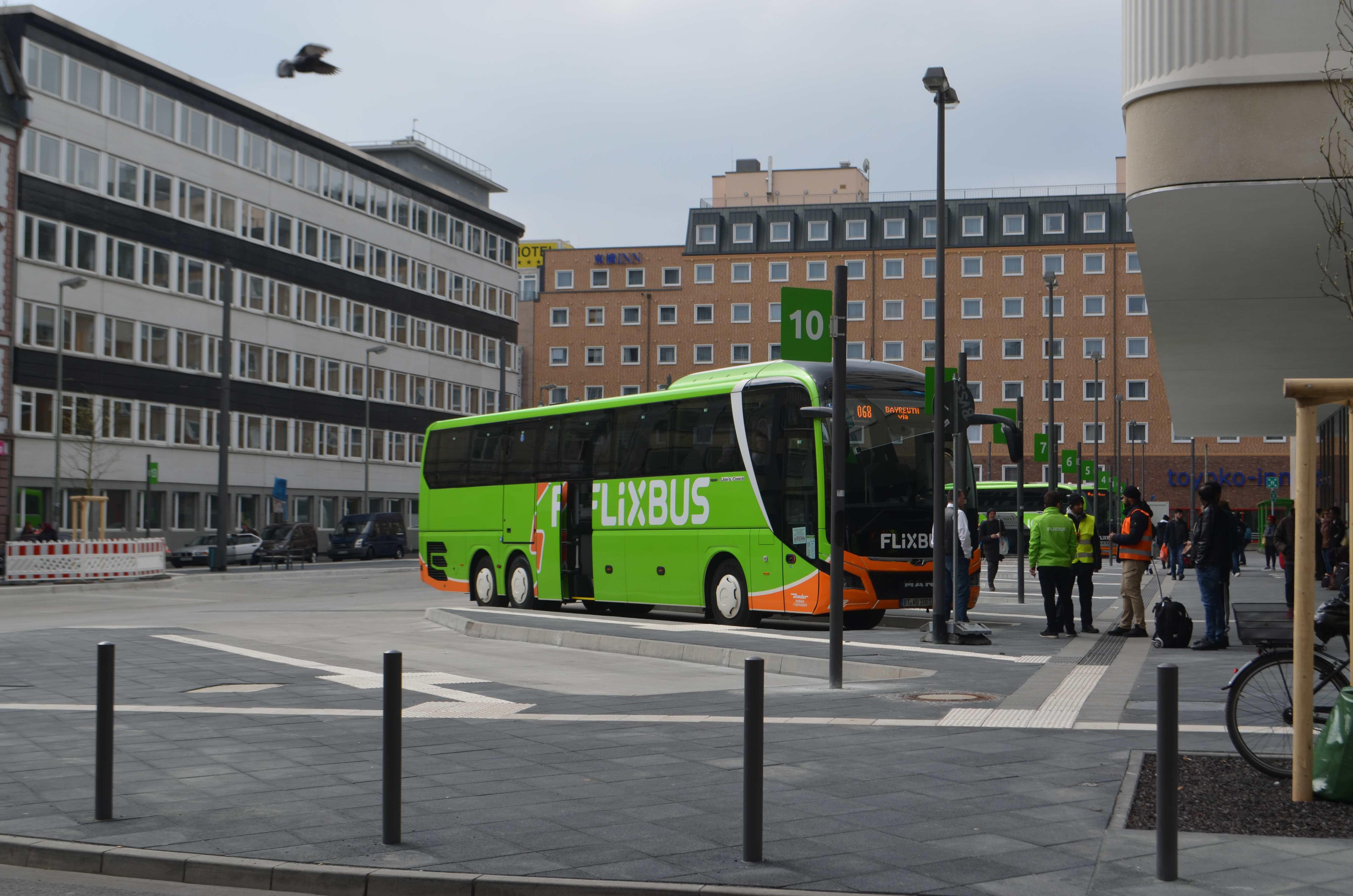
Blindenleitlinien am Fernbusbahof Frankfurt

Der Fernbusbahnhof Frankfurt am Main ist teilweise barrierefrei, es existieren Blindenleitlinien, und er ist stufenfrei erreichbar.